# Antony Valabrègue
Pour les articles homonymes, voir Valabrègue.
Antony Valabrègue, né à Aix-en-Provence le 9 septembre 1844 et mort à Paris le 28 juillet 1900, est un poète et critique d'art français.
Élevé par sa grand-mère, il fit ses études à Aix-en-Provence, où il connut Cézanne et Émile Zola, et à Paris. Après un retour dans sa ville natale, il s'installa à Paris, sans doute en 1866. Il publia des poèmes en 1867 dans L'Artiste, puis en 1871 dans la deuxième livraison du Parnasse contemporain. Il publia par la suite des recueils de poèmes et des études sur des artistes. Il fut également critique d'art pour des revues tels que L'Artiste, la Revue bleue, La Revue des arts décoratifs. Il fut envoyé en 1894 en Allemagne, par le ministre des Beaux-Arts, pour faire un rapport sur la présence de l'art français.

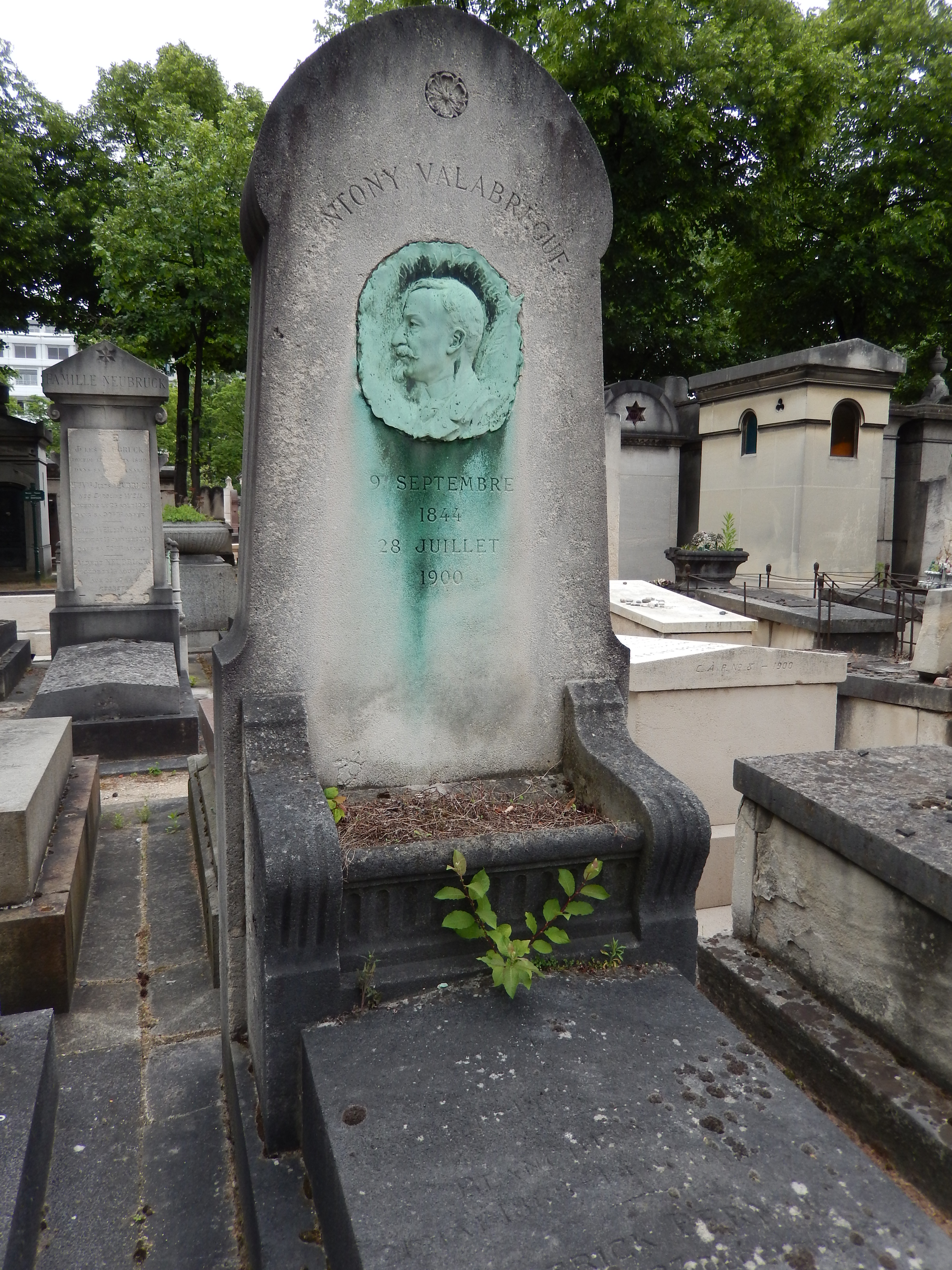
Tombe de Antony Valabrègue (cimetière du Montparnasse, division 25)

## Œuvres
- Petits poèmes parisiens sur Gallica (1880)
- Poètes contemporains. André Theuriet (1881)
- Un Maître fantaisiste du XVIIIe siècle. Claude Gillot, 1673-1722. La vie et l'œuvre, les rapports avec Watteau, la comédie italienne, etc. (1883)
- Notice sur Jean de Reyn sur Gallica (1885)
- Les Princesses artistes sur Gallica (1888)
- La Chanson de l'hiver. Le premier feu. Dans le brouillard. Croquis. Par la gelée. Ballade pour le réveillon. Carnaval. Dans la banlieue. Adieux à l'hiver, etc. (1890)
- Les Artistes célèbres — Abraham Bosse sur Gallica (1892)
- L'Art français en Allemagne, rapport sur une mission adressé à M. Henry Roujon, directeur des Beaux-arts (1895)
- Une artiste française en Russie, 1766-1778. Madame Falconet (1898)

Publications posthumes
- L'Amour des bois et des champs. Petits poèmes parisiens. Poésies de la vie moderne (1902)
- Autour de la corbeille à ouvrage (1902)
- Les Frères Le Nain sur Gallica (1904)
- Au Pays flamand (1905)
- Sur les grandes routes de France (1906)

Éditions modernes
- Au pays flamand, Monaco, Alphée Éditions, coll. « Anatolia », 2010, 337 p. (ISBN 978-2-7538-0556-9, OCLC 640409013, BNF 42179139)